# Virginie Terrasse
 (mars 2025).
Si vous disposez d'ouvrages ou d'articles de référence ou si vous connaissez des sites web de qualité traitant du thème abordé ici, merci de compléter l'article en donnant les références utiles à sa vérifiabilité et en les liant à la section « Notes et références ».
 (mars 2025).
Motif : Où sont les vraies sources secondaires ?
- Archive Wikiwix
- Bing
- Cairn
- DuckDuckGo
- E. Universalis
- Gallica
- Google
- G. Books
- G. News
- G. Scholar
- Persée
- Qwant
- (zh) Baidu
- (ru) Yandex
- (wd) trouver des œuvres sur Wikidata

| 1. | Préciser le motif de la pose du bandeau. | Précisez le motif de la pose du bandeau en utilisant la syntaxe suivante : {{admissibilité à vérifier\|date=août 2025\|motif=remplacez ce texte par le motif}}                         |
| 2. | Informer les utilisateurs concernés.     | Pensez à avertir le créateur de l'article, par exemple, en insérant le code ci-dessous sur sa page de discussion : {{subst:avertissement admissibilité à vérifier\|Virginie Terrasse}} |

 (septembre 2023).
L'article doit être relu — et modifié si nécessaire — par des contributeurs indépendants pour apporter un regard critique aux contributions effectuées en violation des conditions d'utilisation de Wikipédia, tant sur la forme (notamment concernant le style encyclopédique, la proportionnalité) que sur le fond (la neutralité de point de vue, la qualité et l'indépendance des sources).
Virginie Terrasse est photographe, directrice artistique, enseignante et productrice.
En 2010 elle est lauréate du Prix international photographique Levallois-Epson pour son travail "La Palestine comment ?". En janvier 2011 elle est finaliste du Prix HSBC, en mai de la même année "La Palestine comment ?" est exposé et pré-sélectionné au Prix  Roger Thérond OffSète Image Documentaire de Sète.
En tant que directrice artistique, elle est lauréate en 2012 du grand prix du jury du WebTV Festival de La Rochelle et le Prix Historia de l’inattendu pour la plateforme interactive documentaire "La Nuit oubliée - 17 octobre 1961" et en 2013 du Mediterranean Journalist Award dans la catégorie Nouveaux médias de la Fondation Anna Lindh pour le webdocumentaire "Sout el shabab".

## Parcours
Autodidacte, elle devient photographe indépendante en 2002. Son travail personnel observe les rapports que l'homme entretient avec son environnement, afin de documenter une époque, un lieu, un pays… Plus précisément comment chaque individu s’adapte ou non à l’espace ou au territoire dans lequel il vit.
Entre 2005 et 2008, Virginie Terrasse a réalisé la direction artistique du projet culturel Territoires de fictions ainsi que le commissariat des expositions. Avec Wilfrid Estève et Benjamin Boccas, elle a créé et développé en 2005 le concept de la petite œuvre multimédia dont l'acronyme est la POM. En 2006, elle cofonde le studio Hans Lucas dont elle est membre associé.
Depuis, parallèlement à son travail de photographe, elle réalise des Petites Œuvres Multimédias ainsi que des webdocumentaires et est soutenue par le CNC. En 2006, elle cofonde le studio de création et de production Hans Lucas et depuis, enseigne le digital storytelling en université (Université Paris-Est Marne-la-Vallée et Université Montpellier III Paul Valéry), à l'ENSBA ainsi que des centres de formation (le CFPJ ou l'École des Métiers de l'Information).